# Малий Піжай
Малий Пі́жай (рос. Малый Пижай, марій. Марий Пижай) — присілок у складі Сернурського району Марій Ел, Росія. Входить до складу Сердезького сільського поселення.
Стара назва — Марі-Піжай.

## Населення
Населення — 28 осіб (2010; 38 у 2002).
Національний склад (станом на 2002 рік):
- марі — 95 %